# Airbus A340
Airbus A340 (рус. Эйрба́с А340) — дальнемагистральный четырёхмоторный турбореактивный широкофюзеляжный пассажирский самолёт, разработанный Airbus SAS. Эта модель позиционировалась в качестве конкурента для Boeing 777-300ER. В 2011 году производство А340 было прекращено.
В целом он схож с А330; модели A340-300 и A330-300 одинаковы, кроме числа двигателей (четыре для A340, два для A330) и количества стоек шасси (у Airbus A340 4 стойки шасси, а у Airbus A330 3 стойки шасси).
Airbus А340-600 являлся самым длинным в мире пассажирским самолётом с длиной фюзеляжа 75,36 метра до выпуска удлинённой версии Boeing 747-8 — 76,25 м. 
По состоянию на май 2006 года было заказано 389 и поставлено 319 самолётов; на 2020 г. —  380 ед.

## История

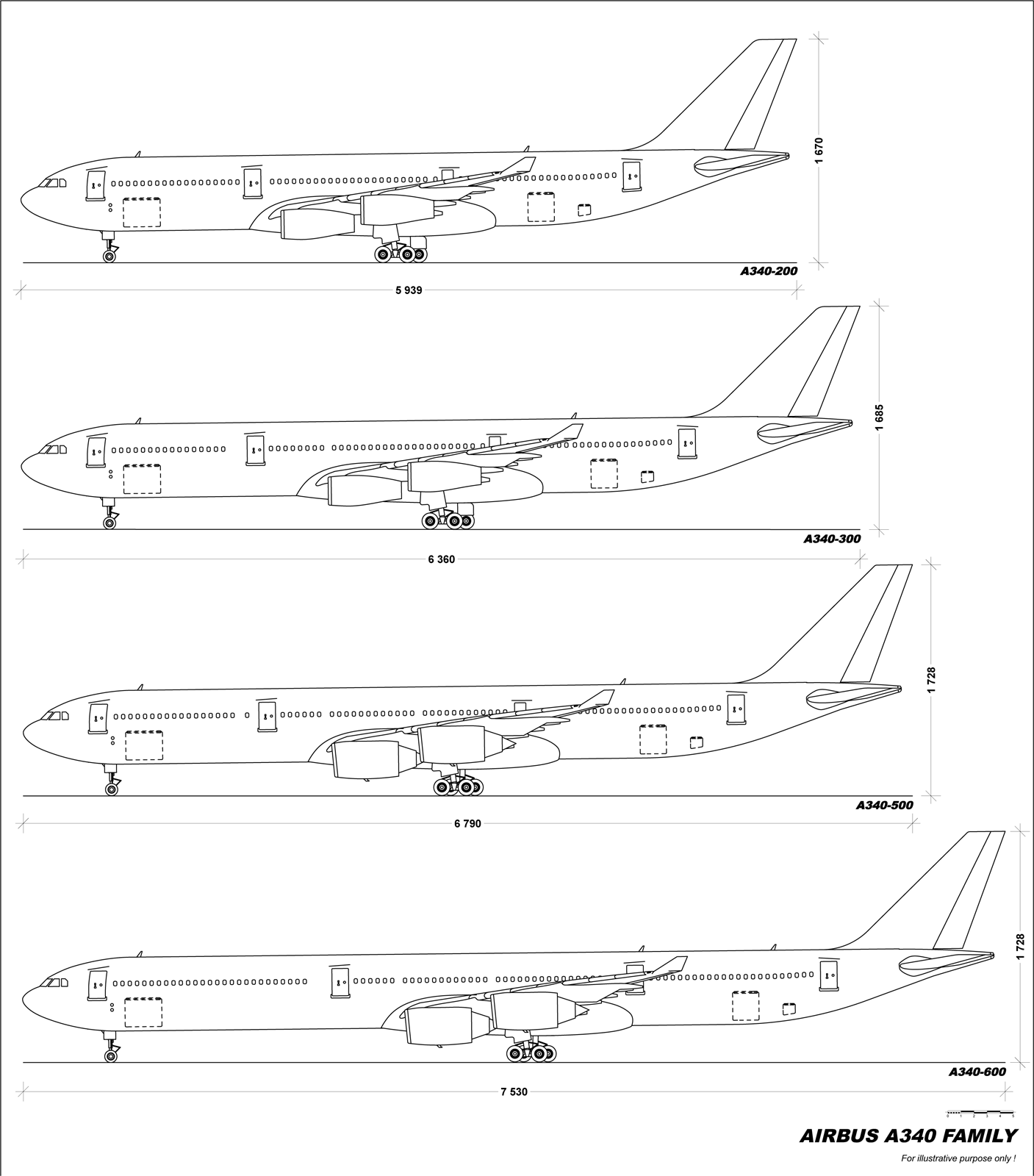
Схематичное изображение семейства A340

Проект самолёта А340 (первоначально ТА11 — ТА — twin aisle — «двойной проход») был впервые представлен публике в 1981 году в ноябрьском издании журнала Air International. В номере указывались и предполагаемые характеристики будущего самолёта.
В сентябре 1982 г. консорциум сообщил, что у нового самолёта будет общая конструкция планёра.
Программа разработки была запущена в июне 1987 года. Цель — создать дальнемагистрального «собрата» для ближнемагистрального А320 и среднемагистрального А300. В то время двухмоторные самолёты Airbus проигрывали четырёхдвигательному Boeing 747 по нормам ETOPS: двухдвигательные самолёты в течение рейса всегда должны находиться на определённом расстоянии от запасного аэродрома на случай отказа одного из двигателей. В этом отношении А340 был в семействе Airbus принципиально новым самолётом, созданным специально для межконтинентальных перелётов.
В июне 1995 г. во время очередной международной авиакосмической выставки в Париже консорциум Airbus сообщил о планах разработки новой модификации самолёта А340-200, способной совершать беспосадочные полёты на маршрутах протяжённостью свыше 14 000 км. В ходе разработки самолёта А340 консорциум сначала проектировал вариант с дальностью полёта 12 400 км, который по размерам был идентичен А330-300. Но анализ перспектив развития мирового рынка показал, что ожидается повышенный спрос на широкофюзеляжные самолёты с дальностью полёта до 14 000 км. В связи с этим Airbus приступил к созданию модификации А340-200, которая отличалась уменьшенной на 4,26 м длиной фюзеляжа. Пассажировместимость самолёта сократилась, но дальность полёта удалось увеличить до 13 800 км.
Лётные испытания опытного А340-300 начались 25 октября 1991 г., а А340-200 — в апреле 1992 г. Сертификация обоих вариантов по европейским нормам JAA завершилась в конце декабря 1992 г., а в мае 1993 г. они получили сертификат FAA. В конце февраля 1993 г. первый самолёт А340-300 получила авиакомпания Air France. В начале февраля 1993 г. первый А340-200 пополнил парк немецкой авиакомпании Lufthansa.
16-18 июня 1993 г. самолёт А340-200, названный World Ranger, выполнил кругосветный перелёт по маршруту Париж — Окленд (Новая Зеландия) — Париж с одной посадкой в Окленде. Эта машина, получив обозначение А340-8000 (A340-200HGW), отличалась от базового варианта наличием трёх дополнительных топливных баков в хвостовом грузовом отсеке. Весь перелёт продолжался 48 ч 22 мин. На отрезке Париж — Окленд протяжённостью 19.100 км время полёта составило 21 ч 32 мин, что было признано новым рекордом для данного маршрута. Но этот рекорд весной 1997 г. побил американский Boeing 777-200IGW.
Когда цены на топливо поползли вверх, Boeing 777, как более экономичный самолёт, стал выигрывать у Airbus по количеству заказов. Число заказов на А340 постоянно сокращалось. В 2005 Airbus получил заказ всего на 15 самолётов.
Первоначально планировалось установить на самолёт двигатели IAE (International Aero Engines), но после внезапного прекращения IAE разработок на А340 решено было установить двигатель CFM56-5C4. А340 впервые поднялся в воздух 25 октября 1991 года, и тогда же инженеры обнаружили первый серьёзный недостаток самолёта: под тяжестью четырёх моторов плоскости крыла А340, взятые с двухмоторного А330, при полёте постоянно испытывали чрезмерную вибрацию и провисали. Для устранения этого недочёта крыло было доработано, а пластрон крыла в районе крепления пилонов был значительно укреплён. В 1993 году самолёт поступил в эксплуатацию, первыми заказчиками стали Lufthansa и Air France.
В январе 2006 Airbus объявила о создании усовершенствованной версии — А340Е (Enhanced). Из-за колоссального роста цен на топливо за 2004—2005 годы продажи А340 сильно сократились. Наиболее популярным дальнемагистральным самолётом оставался Boeing 777, но в Airbus утверждали, что новый самолёт будет значительно экономичнее первых версий A340.
В ноябре 2011 Airbus сообщила о прекращении производства дальнемагистрального лайнера A340. «Мы не продали ни одного A340 в течение двух лет», — заявил финансовый директор корпорации Ханс Петер Ринг. Он добавил, что самолёт не выдержал конкуренции с Boeing 777.

## Конструкция
А340 — моноплан со свободнонесущим стреловидным крылом. 
Аэродинамическая схема: четырёхмоторный турбовентиляторный низкоплан построенный по нормальной аэродинамической схеме со стреловидным крылом и однокилевым оперением.
Большое удлинение и наличие концевых аэродинамических поверхностей обеспечивают высокое аэродинамическое качество (10 ед.) и снижают индуктивное сопротивление. 
Кессонное крыло имеет большую относительную толщину, которая увеличивает внутренние объёмы для топлива. Улучшенные несущие свойства позволили уменьшить площадь, общую массу конструкции и, как следствие, расход топлива. 
Крыло выполнено из высокопрочных алюминиевых сплавов и композитов. Широко использовали и монолитные панели, что упрощало сборку и снижало стоимость производства. Это также позволило снизить вес конструкции и сократить число потенциальных зон нарушения герметизации. Исключение соединений внахлёст, малое число отверстий под болты уменьшали число мест, где могут зарождаться трещины.
На каждой консоли установлены закрылки и, что интересно, семь секций предкрылков, занимающих почти всю длину передней кромки. И закрылки, и предкрылки управляются автоматически с помощью ЭДСУ. Внешние секции интерцепторов работают как элерон-интерцепторы, что повышает эффективность поперечного управления и улучшает крейсерскую аэродинамику крыла. 

В конструкции оперения широко применяли композиты, что значительно снизило массу. 
Фюзеляж — полумонококовой конструкции, круглый в поперечном сечении. 
Самолёт имеет трёхстоечное убирающееся шасси с шарнирной подвеской колёсных тележек. Носовая стойка — со сдвоенными управляемыми колёсами. Каждая основная стойка снабжена двумя двухколёсными тележками с тандемным расположением колёс. Система торможения — автоматическая.
Кабина самолёта идентична кабине других лайнеров Airbus. Главное отличие — большие размеры, приборы ещё для двух моторов, немного изменённая потолочная панель. На приборной доске установлены шесть многофункциональных дисплеев: внешние экраны работают как «лётные дисплеи» (первичная информация), а средние — как навигационные. Оба средних экрана используют и для передачи информации о параметрах систем и двигателей в аварийной ситуации. Есть и резервный контур, обеспечивающий пилоту возможность посадки самолёта при отказах. Кресла экипажа нового поколения — с электрической системой управления по трём осям и с отклоняемой спинкой. Положение педалей и высота подлокотников — регулируемые. Слева и справа установлены боковые ручки управления.
Навигационные системы А340 позволяют экипажу летать в автоматическом режиме; специальный прибор для определения центра тяжести даёт соответствующий сигнал на установку триммера руля высоты.

## Технологии
А340 располагает такими современными для своего времени системами, как:
- полностью цифровая система управления (ЭДСУ, Fly-by-wire);
- боковые джойстики (правильное название — сайдстик, sidestick) управления вместо традиционных штурвалов;
- «стеклянная кабина», основанная на ЖК-мониторах;
- широкое использование композитных материалов.

## Модификации
Всего существует 4 варианта самолёта: 
- А340-200 и А340-300 были разработаны в 1987 году и поступили в эксплуатацию в марте 1993;
- А340-500 и А340-600 разработаны в 1997 и поступили в эксплуатацию в 2002 году.

### A340-200

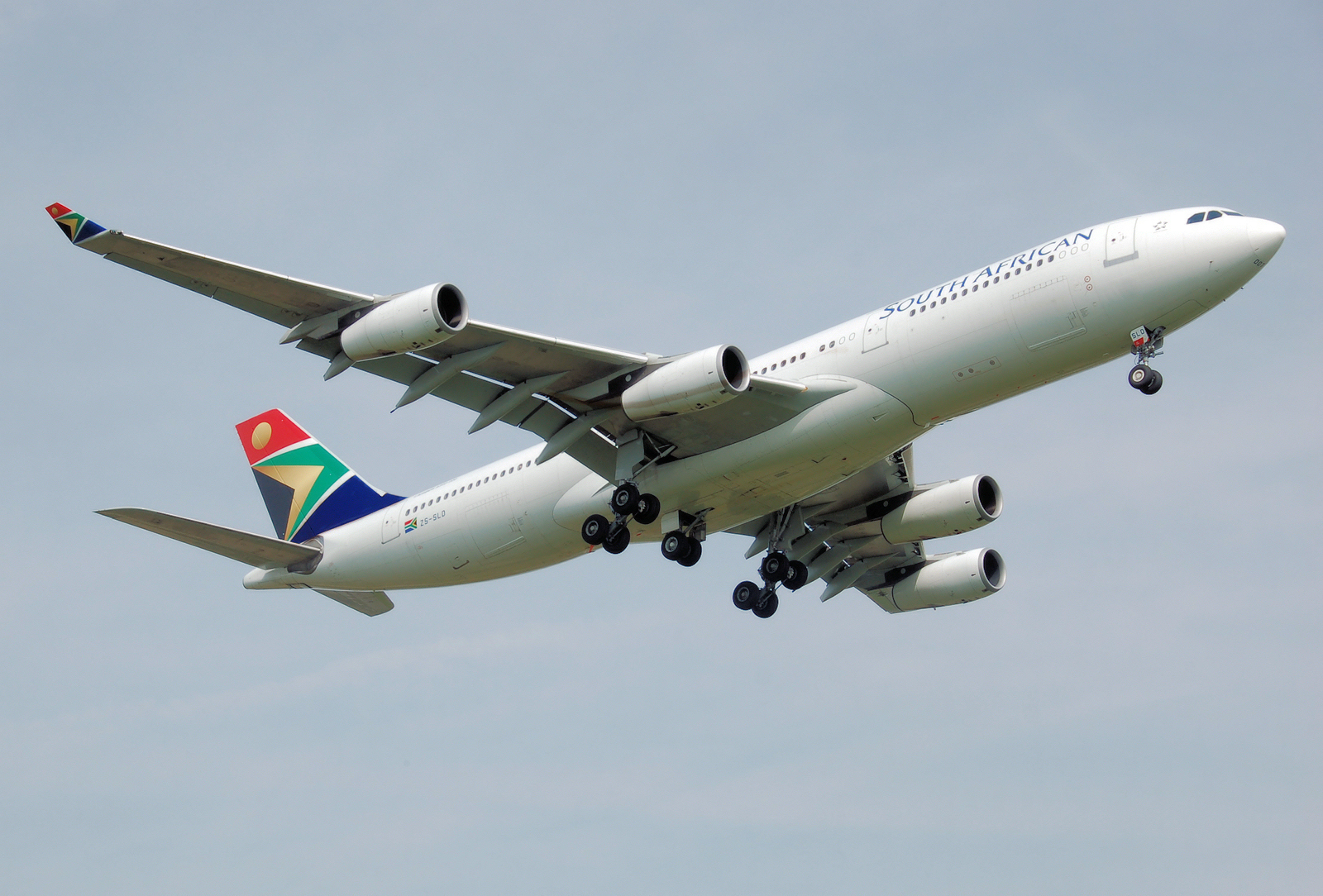
A340—200 South African Airways

Одна из двух первых версий А340, А340-200, способна нести 261 пассажира в трёхклассовой комплектации салона на расстояние до 12 400 километров. Это самый короткий самолёт семейства и единственный, у которого размах крыла больше длины фюзеляжа. На самолёте установлены четыре двигателя CFM56-5C4/P. На момент создания А340-200 стал одним из самых дальнобойных пассажирских самолётов, основной «специальностью» которого стали дальнемагистральные маршруты, в особенности над океаном.
Одним из первых самолётов этой серии стал специальный самолёт для Султана Брунея, заказавшего машину с дальностью полёта не менее 8 тысяч морских миль. Самолёт был снабжён дополнительными топливными баками, максимальный взлётный вес составил 275 тонн. Дальность А340-8000 составила в конечном счёте 8100 морских миль (15 тысяч километров). К заказчику эта машина так и не попала. Другие самолёты А340-200, позже усовершенствованные до уровня А340-8000, получили обозначение А340-213Х.
Большой размах крыла, малая пассажировместимость, топливная неэффективность сделали самолёт непопулярным среди крупнейших авиакомпаний мира. В общей сложности с конвейера сошли всего 28 таких машин, из которых некоторое количество в варианте VIP. А340-200 снят с производства.

### A340-300

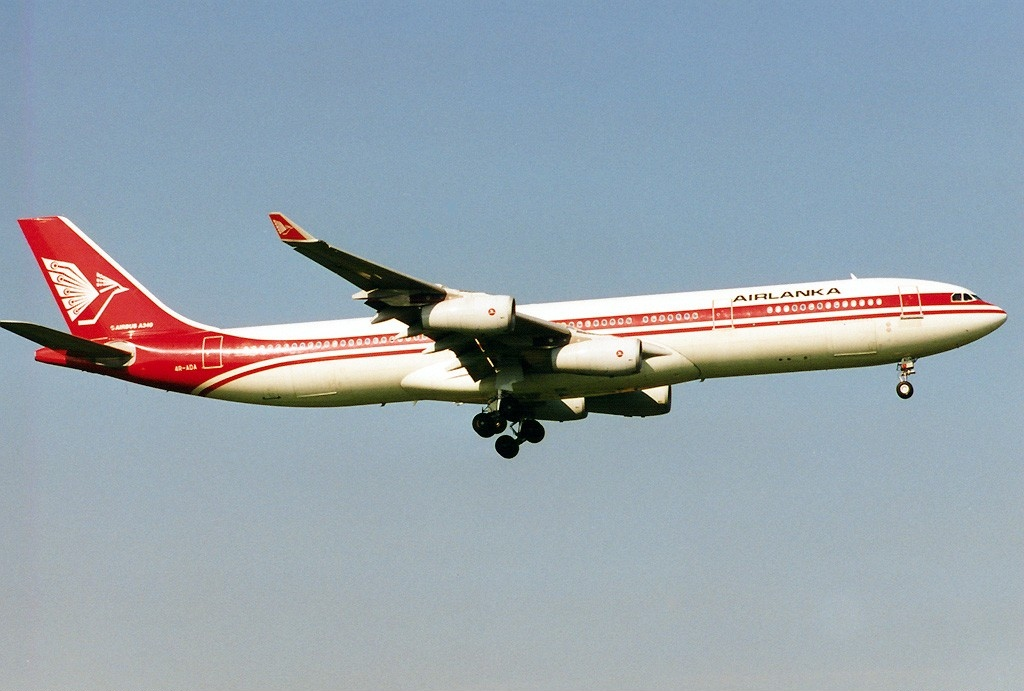
A340—300 Air Lanka

А340-300 в трёхклассовой комплектации берёт на борт 295 пассажиров. Дальность полёта составляет 12 400 километров. А340-300 был первым самолётом всего семейства А340. Первый полёт состоялся в 1991 году, в эксплуатацию А340-300 поступил в 1993 году. На самолёте установлены 4 двигателя CFM56-5C, идентичные установленным на А340-200.
A340-313X — версия с увеличенной взлётной массой, впервые поставленная Singapore Airlines в 1995 году.
A340-313E — новейшая версия А340, поставленная Swiss Airlines в 2003 году. Максимальный взлётный вес самолёта — 275 тонн. За счёт установки более мощных двигателей CFM56-5C4s дальность полёта была доведена до 13,5 тысяч километров.
Самолёт уже не производится. Заказано 219 машин, 211 из которых уже доставлены. Крупнейший оператор А340-300 — немецкая Lufthansa c 30 самолётами.

### A340-500

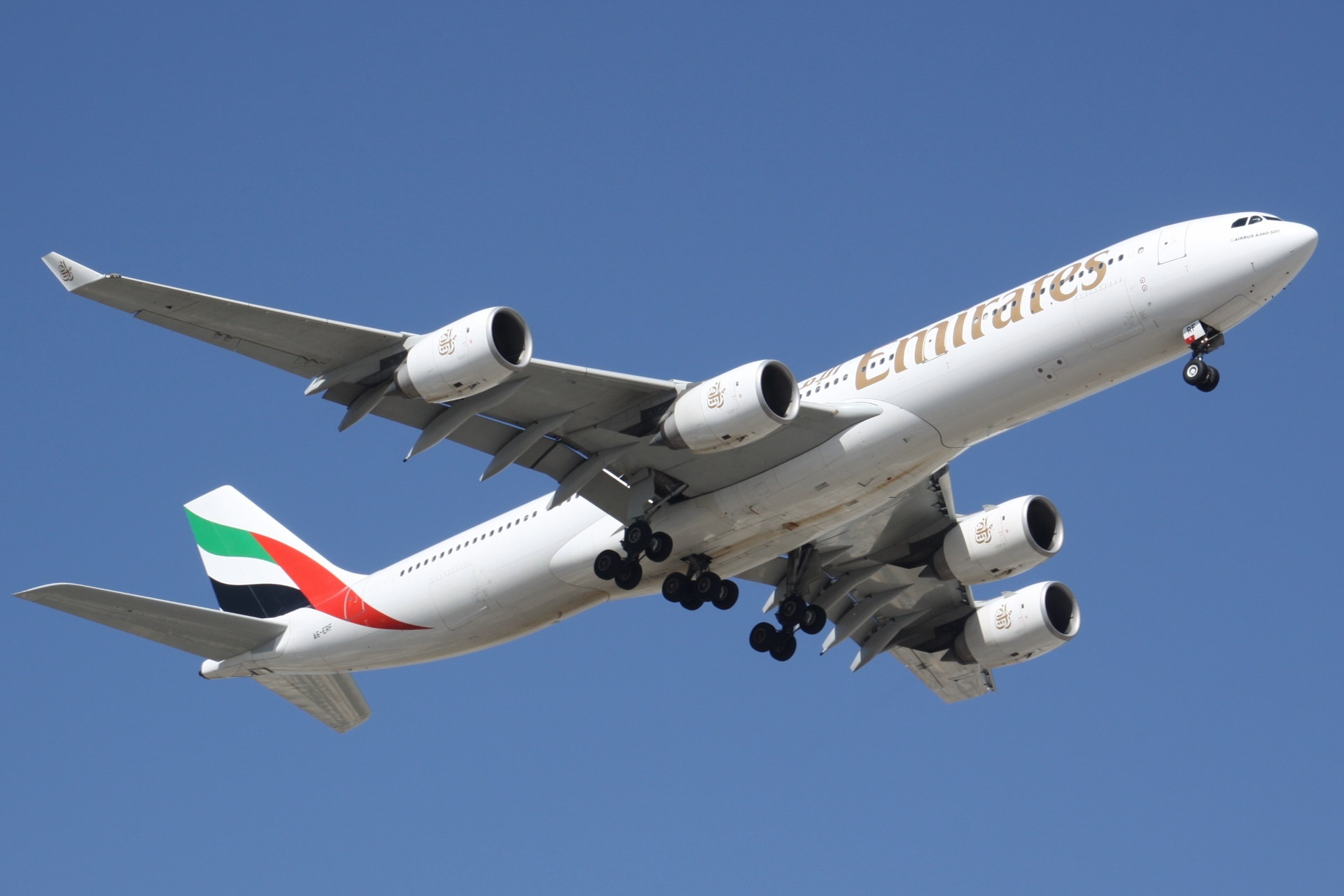
А340—500 Emirates

А340-500 был представлен миру как самый дальнобойный пассажирский самолёт. До представления Boeing 777-200 «Worldliner» в начале 2006 года он таковым и оставался. Свой первый полёт А340-500 совершил 11 февраля, сертифицирован 3 декабря 2002. Стартовый заказчик — Emirates Airline. А340-500 способен нести на борту до 313 пассажиров на расстояние в 16 тысяч километров. К примеру, Singapore Airlines использовала эту модель на 18-часовых рейсах в Нью-Йорк. 15 345-километровый маршрут являлся самым протяжённым коммерческим рейсом в мире. А340-500 способен также выполнять беспосадочные перелёты между Лондоном и Пертом в Австралии.
В сравнении с А340-300 фюзеляж А340-500 удлинён на 3,3 метра, увеличена площадь крыла и горизонтального оперения, в полтора раза увеличен запас топлива, увеличена крейсерская скорость, уменьшена площадь киля. На А340-500 даже установлены видеокамеры, облегчающие работу пилота на рулении. На самолёте установлены двигатели Rolls-Royce Trent 553.
Модель A340-500HGW с увеличенной до 16 700 километров дальностью и максимальным взлётным весом 380 тонн планировалось ввести в эксплуатацию в 2008 году.
Конструкция А340-500HGW в основном идентична A340-600HGW. Предполагалась установка на самолёт двигателей Rolls-Royce Trent 556.

### A340-600

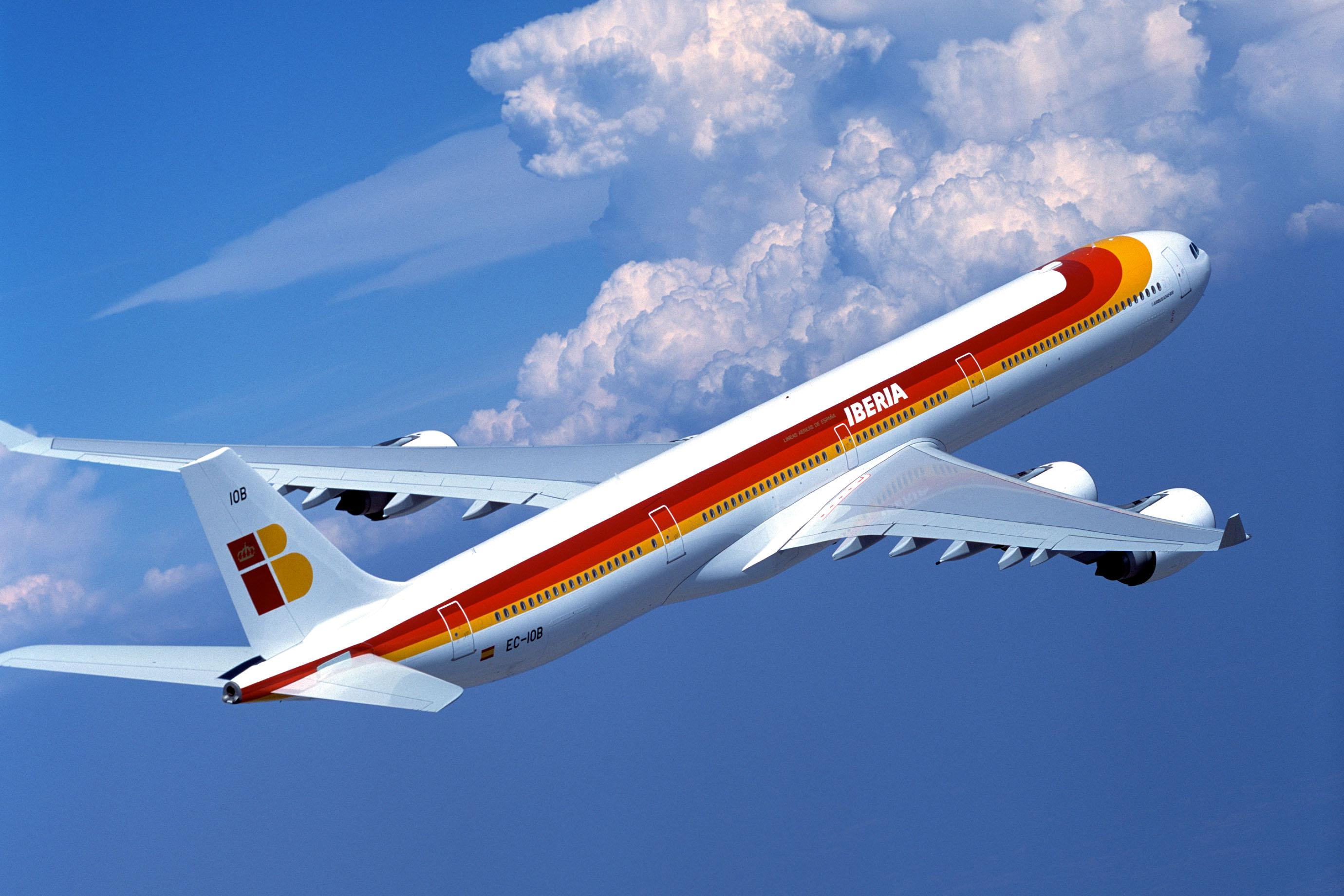
А340—600 Iberia

А340-600, перевозящий в двухклассовой конфигурации салона 419 пассажиров, или в трёхклассовой конфигурации 380 пассажиров на расстояние до 13 900 километров, разрабатывался как замена ранних моделей Boeing 747. Пассажировместимость А340-600 схожа с Boeing 747, 318 пассажиров в трёх классной конфигурации, 419 в двух классах и 520 в макс. Вместимость грузового отсека в два раза превышает вместимость 747-го. А340-600 совершил первый полёт 23 апреля 2001 года. В августе 2002 года британская авиакомпания Virgin Atlantic Airways начала его коммерческую эксплуатацию.
Фюзеляж самолёта, который более чем на 10 метров длиннее А340-300, делает А340-600 вторым по длине пассажирским самолётом в мире (уступая менее метра 76,25-метровому Boeing 747-8). На А340-600 установлены четыре двигателя Rolls-Royce Trent 556. Под центральной осью фюзеляжа имеется дополнительная четырёхколёсная стойка шасси.
A340-600HGW совершил первый полёт 18 ноября 2005 года, сертифицирован 14 апреля 2006 года. Взлётная масса составляет 380 тонн, а дальность полёта — 14 600 километров. Это стало возможным благодаря увеличению запаса топлива, более мощным двигателям Rolls-Royce Trent 560 (взлётная тяга до 275 кН), усиленной конструкции самолёта, а также благодаря внедрению новых технологий в самолётостроении.

## Производство
К концу сентября 2010 года было поставлено 374 самолёта. 15 ноября 2011 года производство А340 было официально прекращено.
| 2010 | 2009 | 2008 | 2007 | 2006 | 2005 | 2004 | 2003 | 2002 | 2001 | 2000 | 1999 | 1998 | 1997 | 1996 | 1995 | 1994 | 1993 | 1992 | 1991 |
| 3    | 10   | 13   | 11   | 24   | 24   | 28   | 33   | 16   | 22   | 19   | 20   | 24   | 33   | 28   | 19   | 25   | 22   | 0    | 0    |

## Лётно-технические характеристики
|                                     | A340-200                      | A340-300                      | A340-500                       | A340-600                      |
| ----------------------------------- | ----------------------------- | ----------------------------- | ------------------------------ | ----------------------------- |
| Размах крыла                        | 60,30 м                       | 60,30 м                       | 63,45 м                        | 63,45 м                       |
| Угол стреловидности крыла           | 30°                           | 30°                           | 31.1°                          | 31.1°                         |
| Длина                               | 59,40 м                       | 63,69 м                       | 67,93 м                        | 75,36 м                       |
| Высота                              | 16,80 м                       | 16,91 м                       | 17,28 м                        | 17,22 м                       |
| База шасси                          | 23,24 м                       | 25,60 м                       | 27,59 м                        | 32,89 м                       |
| Крейсерская скорость                | Мах 0.82 (871 км/ч)           | Мах 0.82 (871 км/ч)           | Мах 0.83 (881 км/ч)            | Мах 0.83 (881 км/ч)           |
| Максимальная скорость               | Мах 0.86 (913 км/ч)           | Мах 0.86 (913 км/ч)           | Мах 0.86 (913 км/ч)            | Мах 0.86 (913 км/ч)           |
| Дальность полёта                    | 15 000 км                     | 13 700 км                     | 16 670 км                      | 14 600 км                     |
| Пассажировместимость (3 класса)     | 261                           | 295                           | 313                            | 380                           |
| Пассажировместимость (максимальная) | -                             | 440                           | 375                            | 475                           |
| Грузовместимость                    | 18 контейнеров LD3/6 поддонов | 32 контейнера LD3/11 поддонов | 30 контейнеров LD3/10 поддонов | 42 контейнера LD3/14 поддонов |
| Двигатели (4 шт.)                   | CFM56-5C4/P каждый 151 кН     | CFM56-5C4/P каждый 151 кН     | RR Trent 500 каждый 235—249 кН | RR Trent 500 каждый 249 кН    |

## Аварии и катастрофы
По данным на 31 октября 2020 года, было потеряно 6 самолётов Airbus A340, при этом ни один человек не погиб. Airbus A340 пытались угнать 1 раз, при этом никто не погиб.
| Дата       | Бортовой номер | Место происшествия | Жертвы | Краткое описание |
| ---------- | -------------- | ------------------ | ------ | --- |
| 20.01.1994 | F-GNIA         | Париж              | 0/0    | При буксировке к терминалу на борту начался пожар. |
| 05.11.1997 | G-VSKY         | Хитроу             | 0/114  | Посадка со сломанной стойкой шасси. |
| 24.07.2001 | 4R-ADD         | Коломбо            | 0/0    | Уничтожен в результате атаки «Тамильских тигров» на аэропорт. |
| 02.08.2005 | F-GLZQ         | Торонто            | 0/309  | При посадке в неблагоприятных погодных условиях выкатился за пределы ВПП и сгорел. Ошибка экипажа (реверс не был включён вовремя). Несколько десятков раненых разной тяжести. |
| 09.11.2007 | EC-JOH         | Кито               | 0/349  | При посадке взорвалось несколько шин. Выкатился с ВПП. |
| 15.11.2007 | F-WWCJ         | Тулуза             | 0/9    | Экипаж производил газовку двигателей, не поставив самолёт на упоры. |
| 11.01.2009 | G-VELD         | Шаннон             | 0/156  | Задымление в салоне, вызванный пламенем в грузовом отсеке. После аварийной посадки пожар продолжился до тех пор, пока не было отключено электропитание.                       |
| 20.03.2009 | A6-ERG         | Мельбурн           | 0/275  | При взлёте из-за ошибок экипажа ударился хвостовой частью о ВПП, выехал за пределы ВПП и повредил антенну в аэропорту. Аварийная посадка.                                     |
| 05.07.2014 | LV-FPV         | Барселона          | 0/н.д. | Выехал на полосу в то в время, как на посадку заходил Boeing 767. |
| 14.07.2017 | A7-AGC         | Барселона          | 0/н.д. | При взлёте едва не столкнулся с Boeing 767. |
| 11.06.2018 | D-AIFA         | Франкфурт-на-Майне | 0/0    | При стоянке в аэропорту загорелся аэродромный тягач. Самолёт получил значительные повреждения носовой части и кабины. 10 сотрудников аэропорта получили травмы.               |